# Laurel (Montana)
Laurel é uma cidade localizada no estado americano de Montana, no Condado de Yellowstone.

## Demografia
Segundo o censo americano de 2000, a sua população era de 6255 habitantes.
Em 2006, foi estimada uma população de 6421, um aumento de 166 (2.7%).

## Geografia
De acordo com o United States Census Bureau tem uma área de
4,9 km², dos quais 4,9 km² cobertos por terra e 0,0 km² cobertos por água. Laurel localiza-se a aproximadamente 1006 m acima do nível do mar.

## Localidades na vizinhança
O diagrama seguinte representa as localidades num raio de 36 km ao redor de Laurel.